# 阮惠
阮惠（越南语：／，1753年—1792年9月16日）又作阮文惠（越南语：／），後改名阮光平（越南语：／），是越南歷史上一位著名军事人物，亦是西山朝第二代皇帝，1788年至1792年在位。因年號光中，史稱光中皇帝（越南语：／）。他被今日的越南人認為是越南的民族英雄之一。
阮惠生於歸仁府西山邑（今屬平定省西山縣），當時屬於鄭阮紛爭時期南方舊阮的領地之內。因不滿舊阮政府裡權臣當道，政局敗壞，阮惠便與兄長阮岳、阮侶於1771年，在西山發動起義。阮惠在戰事中表現驍勇，使西山阮氏兄弟勢如破竹，先後消滅南方舊阮、北方鄭主及後黎朝，結束了越南二百多年來南北分裂之局，並擊退了來自暹羅及中國清朝等「外國勢力」的軍事干預。但他與兄長阮岳之間的內鬨相攻，致使整個西山朝元氣大傷。他本人則於1792年準備全殲舊阮勢力期間去世。

## 家世來歷及早年生活
西山阮氏三兄弟（阮文岳、阮文侶、阮文惠）本姓胡，與越南胡朝皇帝胡季犛是同宗。其四世祖胡丕康原居於越南北部鄭氏勢力範圍下的乂安處英都府興元縣，在鄭氏與廣南國阮氏的交戰當中，胡丕康被阮福瀕所率的廣南軍隊俘虜，安置在歸仁府西山邑墾荒。由於胡丕康出生在書香門第，阮主阮福瀕遂任命他為「西山寨主」。胡丕康的後代世襲西山寨主之職。到阮惠的父親胡丕福時，遷居於堅城邑（今綏遠縣富樂村）。
阮岳、阮侶、阮惠都出生在堅城邑。後來阮岳也是因世襲而得到了「西山寨主」之職。而越南黎末學者裴輝壁的《乂安志》則記載，阮岳憑藉富裕世家而獲得寨主的官職。因此說西山阮氏三兄弟並非一般的農民家世，而是西山邑裡的一個「下層封建主小康之家」。
阮惠原名胡，其在年少時曾受到思想啟蒙而萌起造反念頭。他的父親胡丕福，曾向儒者焦獻學習。焦獻原姓張，是儒者張文行的兒子。當時張文行被舊阮的權臣張福巒殺害，焦獻逃亡到安泰邑，在此學習文武之術。焦獻認為其子阮岳、阮惠具備天才，非常器重他們，便激勵他們起兵反抗舊阮。

## 參加西山起義
胡丕福死後，阮岳繼承了西山寨主之職，後阮岳擔任雲屯巡卞吏（負責徵收稅務的低級官員）。當時廣南阮主治下的領地官員貪污腐敗嚴重，而且克重稅。再加上連年的自然災害，導致農民起義此起彼伏。阮岳將稅收的銀幣洗劫一空分給窮人（一說洗劫一空拿去賭博），因此受到通緝。阮岳在不得已之下攜兩位弟弟逃往西山邑，成為盜賊。
1771年（黎景興三十二年），阮惠與兄長阮岳、阮侶，在西山邑建立屯寨，招納軍士。西山軍聲稱張福巒腐敗，提出要推翻張福巒和阮福淳的統治，改立有賢能的皇孫阮福暘為阮主。西山軍劫富濟貧，深得當地百姓的支持。為了更加得到百姓支持，三兄弟將姓氏改為母親的阮姓。西山三兄弟得到土豪阮樁、富商玄溪的支持，吸收了周圍的小股農民起義軍，又得到李阿集、李才的起兵響應，勢力越來越壯大。1773年，阮岳自稱第一寨主，以阮樁為第二寨主，玄溪為第三寨主。
阮惠當時年僅19歲，但卻健壯而有膽略，在戰鬥中身先士卒，因而在軍中甚得眾望。而根據成書於阮朝年間的《大南正編列傳初集·偽西列傳》記載，阮惠「聲如巨鐘，目閃閃若電光，狡黠善鬭」，因此「人皆憚之」。

## 消滅南方舊阮

### 聯鄭擊阮
當北方的鄭主鄭森得悉南方舊阮大亂後，在1774年（黎景興三十五年），命大將黃五福率水步三萬大軍，以征討舊阮權奸張福巒為名，入侵舊阮領地。黃五福的軍隊勢如破竹，攻陷舊阮都城富春（今順化），阮主外逃廣南府。與此同時，西山阮軍隊亦正在從歸仁府出發，欲攻取廣南府。阮岳、李才、李阿集率西山軍在錦沙村（今峴港市和榮縣）與鄭軍交戰失利，鄭軍進佔廣南，而南方的舊阮君主阮福淳則逃到嘉定（今胡志明市及附近一帶），以圖重新站穩陣腳，收復失地。阮岳感到自己夾在舊阮和鄭主中間，認為有必要暫緩軍事壓力，便向黃五福講和，並要求成為征舊阮的前驅。鄭森同意了這個請求。
1775年（黎景興三十六年），阮岳認為向舊阮施襲的機會已到，便向舊阮軍將領宋福洽詐稱議和，希望聯阮擊鄭；阮岳又獻女兒壽香於舊阮的東宮阮福暘。乘宋福洽毫無戒心的時候，命阮惠進行突襲。阮惠不負所望，擊敗舊阮軍隊，佔領了富安。經此一役，阮惠獲鄭主封為「西山校前鋒將軍」。

### 攻克嘉定，覆滅舊阮
與此同時，鄭主軍隊也大舉南下。但旋即爆發瘟疫，大量鄭軍士兵死亡。黃五福便率軍放棄廣南，撤回富春。廣南之地亦被西山阮所佔。這時，阮岳認為政權基礎已足夠穩固，便於1776年（黎景興三十七年），先派弟弟阮侶率軍攻擊嘉定地區（今胡志明市及附近一帶）。阮侶雖曾佔領重鎮嘉定城，但旋即被挺舊阮的杜清仁驅逐，最後亦失利而回。
次年（1777年，黎景興三十八年），阮岳再派阮侶、阮惠攻打嘉定的舊阮軍。嘉定被攻佔，阮福淳外逃龍川（今金甌省），阮福暘逃至巴（地屬今永隆省），皆被阮惠追兵所擒，同眾多宗室大臣一起被斬首。舊阮統治集團至此暫時滅亡，舊阮的宗室多遭到殺害，只有阮福淳的姪兒阮福映僥倖逃脫。阮惠、阮侶率軍回到歸仁以後，阮福映便糾集舊阮的勢力起兵繼續抗爭。次年，阮岳在闍槃城（今越南中部的歸仁）自稱西山王，改元泰德，建立西山朝；阮惠受封為龍驤將軍。
當阮惠領兵追捕舊阮君主時（1777年，黎景興三十八年），河僊鎮都督鄚天賜亦隨同護駕，並幸運地逃脫阮惠軍的追捕，回到河僊。雖然西山阮軍向鄚天賜招降，但鄚天賜郤決意效忠舊阮，不肯投降。後來鄚天賜預料自己無法對抗西山軍，便經富國島逃入暹羅。西山軍遂進駐河僊。

## 嘉定等地的爭奪戰
西山朝雖然已把舊阮朝廷的主力殲滅，但阮福映仍然活躍，以圖復國。阮惠、阮侶平定嘉定一帶後，便一同返回歸仁府，只留部下鎮守。就在他們離去後，阮福映在龍川起兵，當地挺舊阮的東山軍杜清仁便起兵響應阮福映，並迅速佔領嘉定。黎文勻、阮文弘、宋福匡、宋福樑等支持舊阮的人士也紛紛舉兵響應。在杜清仁等將的支持下，嘉定城及其轄下的藩安鎮、邊和鎮、定祥鎮、永清鎮及河仙鎮一帶都被舊阮收復，西山軍多次南下討伐，皆被擊退。

### 再戰嘉定
但到1780年（阮岳泰德三年），杜清仁因恃功弄權而被阮福映所誅，導致東山軍紛紛背叛，嘉定地區陷入混亂局面。
1782年（阮岳泰德五年），阮岳與阮惠率水步兵三千、戰船若干一同南攻嘉定。在七岐江與阮福映軍交戰。這一戰役中，阮福映得到法國人幔槐（Manuel）率西洋船助戰。據阮朝編成的《嘉定城通志》的記載，阮惠在此處與阮福映軍進行了一場水上激戰，「賊兵（阮惠軍）乘順風水潮，飽帆直沖，我兵（阮福映軍）不戰自潰，獨西洋艚幔槐拒戰久之。偽惠合兵攻圍燒其艚，幔槐死之」，對阮福映的水師給予重創。其後，阮福映退守富國島，嘉定地區再度被西山朝平定。
其後，阮惠和阮岳又再返回歸仁府，只留原東山軍的降將杜閑蟄鎮守。不久，朱文接在富安舉兵，又迎回阮福映，重新抵抗西山朝。1783年（阮岳泰德六年），阮侶、阮惠再次領兵南下，在四岐江背水一戰，大敗阮福映軍隊，使之再度敗走到富國島。阮惠攻打富國島，阮福映逃往崑崙島。阮惠又攻打崑崙島，但西山軍遭遇風暴，阮福映得以衝破重圍，逃回富國島。

### 擊敗暹軍

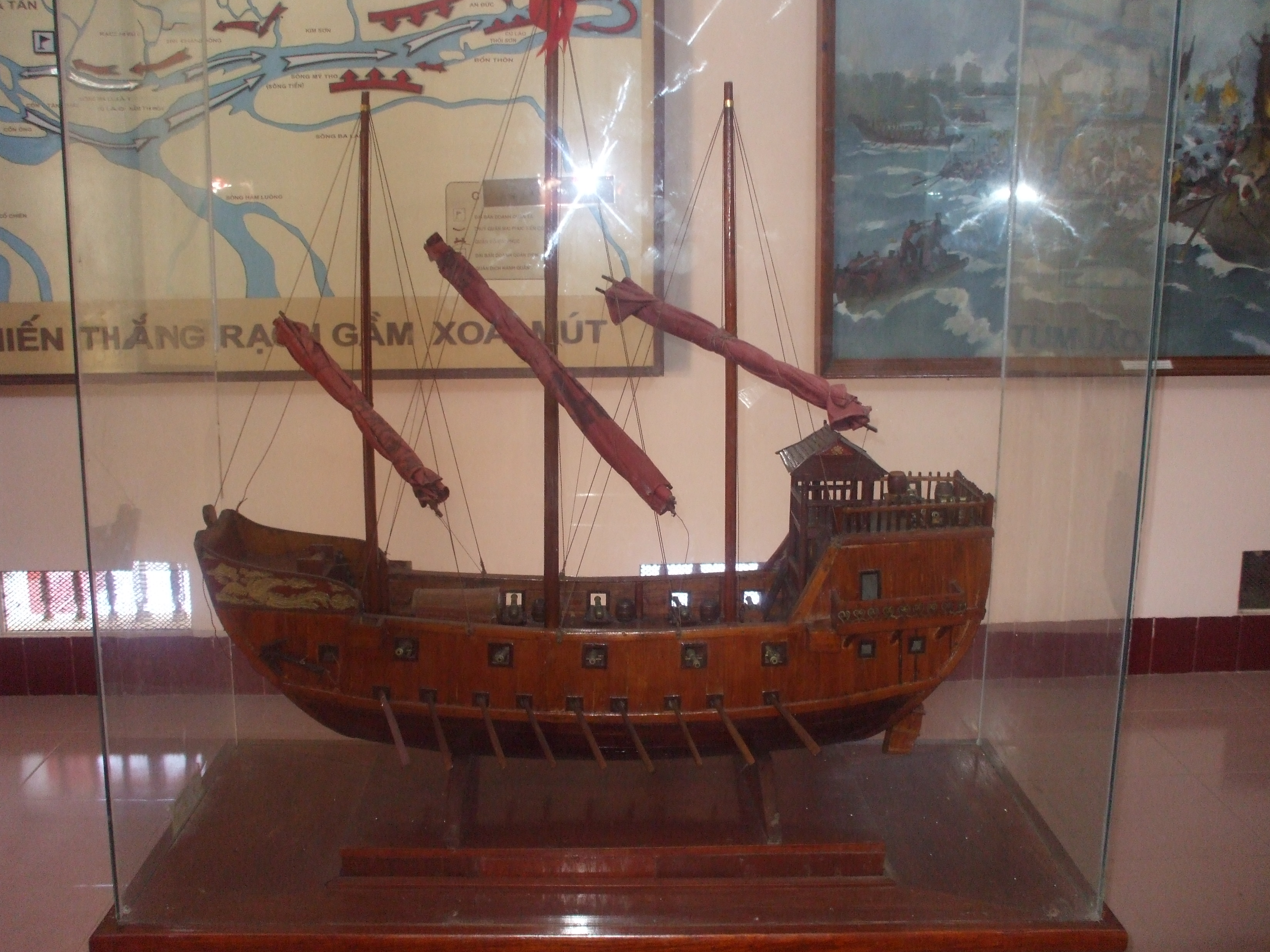
西山軍戰船的模型

阮福映再次戰敗後，仍不願罷休，一面派法國傳教士百多祿攜東宮阮福景前往法國求助，另一方面遣朱文接到暹羅求援。1784年（阮岳泰德七年），暹羅國王拉瑪一世先派六坤、沙苑 （页面存档备份，存于）會同暹羅任命的柬埔寨攝政昭披耶·阿派普貝至柬埔寨，由此進攻嘉定；七月後又派大將昭曾、昭霜率士兵二萬、戰船三百艘，從曼谷出發，渡海攻打嘉定。阮福映及其部將亦追隨前往。暹羅軍勢如劈竹，連破瀝架（今堅江省迪石市）、巴色（今朔莊省朔莊市）、茶溫（今永隆省茶溫縣）、斌沏（今永隆省斌沏縣）、沙的（今同塔省沙瀝市）等地。西山軍守將張文多不敵，遣人向歸仁求救。阮岳得悉後，便派阮惠領兵截擊。
阮惠率軍與暹羅軍作戰，經過數次敗戰之後曾有撤軍並同暹羅議和的想法，但在舊阮降將黎春覺的勸說下放棄了議和的念頭，決定採用誘敵深入的戰略。1785年1月19日（阮岳泰德七年農曆12月9日到10日），西山軍在美湫附近的瀝涔和吹蔑（又作蔑）一帶沿岸設立陷阱，同時派遣一小隊西山軍前去引誘駐守沙瀝的暹羅軍。暹羅軍反擊，這股西山軍便沿水路敗退到瀝涔、吹蔑地區。暹羅軍追擊，進入了西山軍的伏擊陣地。阮惠立即命令炮兵突然轟擊暹羅軍戰船。乘暹羅軍大亂之際，阮惠軍的水陸部隊再進行沖殺，於是大敗暹羅軍，並乘勝追擊阮福映。阮福映彈盡糧絕，僅率親信隨從數人逃入暹羅。這場戰役便是歷史上的瀝涔吹蔑之戰。經過此役，阮惠成功令暹羅人「心憚西山如虎」。

## 進兵北方
阮惠攻滅舊阮及掃蕩嘉定城一帶後，便受阮岳之命，向北攻取鄭氏所佔的富春。其後，阮惠更擅自繼續北伐，終於消滅了鄭主及後黎朝。

### 攻取富春
北方鄭主佔領舊阮首都富春後，大將黃五福不久便死去。鄭森派遣裴世達為順化留守，後來又派陶郡公范吳俅前去接替其留守之職。根據《大越史記全書續編》的記載，范吳俅是一個怯懦而多疑的貪官，因此富春防守鬆懈。順化副督視阮令賓曾經上書鄭森揭發范吳俅的作為，要求鄭森將范吳俅撤職。但鄭森反而將阮令賓召回。隨范吳俅一起駐守順化的阮有整知鄭主必敗，遂投奔西山朝。
1786年（阮岳泰德九年）五月，泰德帝阮岳知順化之地防備鬆懈，便派遣阮惠為節制、武文任為左軍都督、阮有整為右軍都督，率水步大軍進攻順化。阮惠指使一位算命先生前去給范吳俅算命，聲稱范吳俅將會生病，建議建立祭壇並祈禱七天七夜。范吳俅聽從了他的建議，命令士兵都來祭壇服役侍候。西山軍趁機大舉進兵，鄭軍大敗。范吳俅在驚恐之下回到富春城據守，派遣副將黃廷體出戰。阮惠寫信勸黃廷體投降，並故意將信送到范吳俅處。范吳俅懷疑黃廷體有二心，不予接應，導致了黃廷體的陣亡。西山軍旋即攻城，范吳俅大懼，開城投降。西山軍迅速佔領順化之地。

### 北伐鄭主
阮惠成功奪取富春後，乘勝攻佔洞海（今廣平省洞海市），守將寧遜棄城而逃。阮惠派人修理洞海屯（又名長壘），準備仍守羅河舊界。但阮有整提出了反對意見，建議繼續北攻鄭主。據《大南實錄·大南正編列傳初集·卷三十·偽西列傳》及《欽定越史通鑑綱目》的記載，阮惠對這項建議亦甚感猶疑，便與阮有整進行爭辯。阮有整提出，鄭主「將惰兵驕，朝廷無復紀綱」，是阮惠乘勝北伐的好機會，並且「誠以扶黎滅鄭為名，天下莫不響應」，整場北伐戰爭都將會因名正言順而順利進行。阮有整還驕傲地說「北河人才，惟整一人，整去便為空」。而阮惠最關心的，是自己只奉命攻打富春，不應矯詔繼續進兵，阮有整郤說「矯小而功大為有功，何矯之有？」阮惠最後都服從了阮有整的意見。
鄭主方面，則視富春為舊阮領地，因此對於阮惠的攻佔並不太關心，只派遣鄭自權率領27奇的軍隊前去防守乂安。但阮惠軍隊向北方逐步深入，西山軍經過乂安、清化一帶時，乂安鎮守裴世遂、清化鎮守謝名垂皆不敢抗拒，望風而潰，阮惠得以到達渭潢江。渭潢江為於現今的南定，是進攻鄭主政治中心昇龍的跳板。鄭自權行軍緩慢，中途得知阮惠進駐渭潢江的消息，遂據守金洞一帶。山南鎮守杜世胤率軍進駐東安縣的扶沙社，鄭軍老將丁錫壤則駐守嚕江。阮惠決定採取奇襲戰。
兩軍交鋒前，一天夜裡，阮惠命以木像置於船上，然後擊鼓搖旗，放船順水漂流。丁錫壤見此情形，以為是阮惠軍來襲，下令戰船擺成一字形的陣勢，用炮施射。射了很久，才知船上的是木像，但鄭軍已經彈藥耗盡。阮惠乘機進攻，丁錫壤被迫棄船逃跑，鄭自權、杜世胤也都潰敗。阮惠因而攻取了渭潢江附近的山南城。
其後，阮惠一面進軍，一面宣傳自己是以「扶黎滅鄭」為名。鄭主還未調動兵力抗擊，阮惠已率軍接近鄭主、後黎朝朝廷所在的昇龍。鄭主鄭棕急召山西鎮守黃馮基率軍前來防禦，但黃馮基在萬春湖（在今河內市青池縣萬富社）又被阮惠軍所擊潰。鄭棕親自出陣，騎戰象迎敵，但最終敗於阮惠軍，鄭棕在逃亡中被擒，自殺而死。北方的鄭主統治集團至此滅亡。阮惠以王禮葬之，並入城參謁黎顯宗。（當時仍是1786年，阮岳泰德九年）

### 對後黎朝的處置
阮惠攻克帝都昇龍後，便覲見黎顯宗，獲封為「元帥扶正翊運威國公」，娶黎顯宗之幼女黎氏玉昕為妻。而阮岳亦得悉阮惠擅自北征鄭主，派人前去順化阻止。後來得知阮惠攻陷昇龍，擔心阮惠據昇龍自立，便率部星夜北上，與黎皇、阮惠一同會面。此時黎顯宗逝世，黎昭統帝繼位。昭統帝將阮岳迎入城中，住在鄭主之府。數日後，阮岳請黎昭統帝、阮惠一起來府中，承認黎昭統帝對北河的統治權，阮惠、阮岳率軍一同南返。由於阮惠厭惡阮有整的為人，故意在出發時不通知阮有整。阮有整在得知西山軍撤退之後，拋棄了所有家産追上了西山軍。阮岳不忍再拋棄他，命阮有整協助阮文睿鎮守乂安。又命都督武招遠守河中、武文任鎮守洞海，以為犄角之勢。

## 兄弟鬩牆
當阮惠消滅鄭主後，1787年（阮岳泰德十年），阮惠獲阮岳封為「北平王」（越南语：／），居於富春；阮岳則自稱中央皇帝，居於歸仁府；阮侶為「東定王」，居於嘉定地區。但很快，阮惠、阮岳之間就爆發衝突，甚而兵戎相見。
根據《大南正編列傳初集·偽西列傳》記載，阮岳在稱帝之後「日肆淫暴」，濫殺功臣，殺死阮樁，胡作非為。而在征討鄭主的戰爭中，鄭主府邸中的財寶全被阮惠佔有，阮岳向阮惠索取，但遭拒絕。而阮惠希望得到廣南之地，阮岳也拒絕了這個要求。阮岳甚至姦淫了阮惠的妻妾，這更引起了阮惠的憤怒。於是兄弟二人反目成仇，阮惠發佈檄文，列舉了阮岳的罪狀，並首先發兵攻打阮岳，包圍歸仁城。阮岳急召鄧文真率嘉定之兵前來支援，但鄧文真被阮惠擊敗俘虜。阮惠在歸仁城外建造土山，把大炮放在土山上轟擊歸仁城。阮惠軍的炮彈大如斗，阮岳見勢力不敵，命人拾炮彈哭於太廟之中，親自登上城樓對阮惠說：「皮鍋煮肉，弟心何忍？」阮惠在這一刻亦深受感動，才撤兵解圍。此後阮岳與阮惠達成和約，以板津為界，廣義以南歸阮岳，升華（今廣南省升平縣）、奠磐（今廣南省奠磐縣）以北歸阮惠，雙方各自為政。

## 滅亡後黎朝
在阮惠、阮岳不和相攻的同時，北河政局也發生了變化。就在西山軍撤離北河後不久，圖謀恢復鄭主統治的鄭槰糾集殘餘勢力進入昇龍，乘機把持後黎朝的大權，黎昭統帝急召阮有整入京勤王。阮有整回到家鄉組織鄉兵，驅逐了鄭主。但阮有整居心叵測，專權弄事，其權勢擬於鄭主。阮有整知鎮守乂安的阮文睿是阮岳的部將，對阮惠不滿，因此派人前去招誘。1787年（阮岳泰德十年），又派陳功燦前去富春，希望將乂安之地歸還後黎朝，這使阮惠非常憤怒。吳文楚建議殺之，中書令陳文紀則認為不應該公開殺死使者，但絕不能讓後黎朝知道西山朝發生內亂之事。阮惠採納陳文紀的建議，派武文月禮送他處境，途中將船鑿沉，將陳功燦一行全部溺死。
旋即阮惠派遣武文任北伐，擊敗並擒殺阮有整。黎昭統帝亦出逃到保祿山。武文任尋昭統帝不獲，立崇讓公黎維𬓑為監國，管理事務。黎維𬓑身邊只有數名文臣武將侍奉，每當議事的時候，反要去武文任的軍營裡。
最初，阮惠雖然派武文任北伐，但事實上非常猜忌武文任。阮惠令心腹吳文楚、潘文璘為參贊軍務，實際上是監視武文任的舉動。此時吳文楚將武文任的所作所為報告給了阮惠，並聲稱武文任謀反。阮惠率軍秘密馳往昇龍，並趁夜色時分進入昇龍，將睡夢中的武文任殺死。阮惠仍以黎維𬓑為監國，任命大司馬吳文楚管理北河事務，留內侯潘文璘、都督阮文雪輔佐，以學士吳時任為謀士。又任命親信阮文用為掌府、陳順言為戶部尚書，大宴群臣，率軍回到富春。

## 與清朝的交涉與交戰

### 阮惠稱帝及對抗清軍

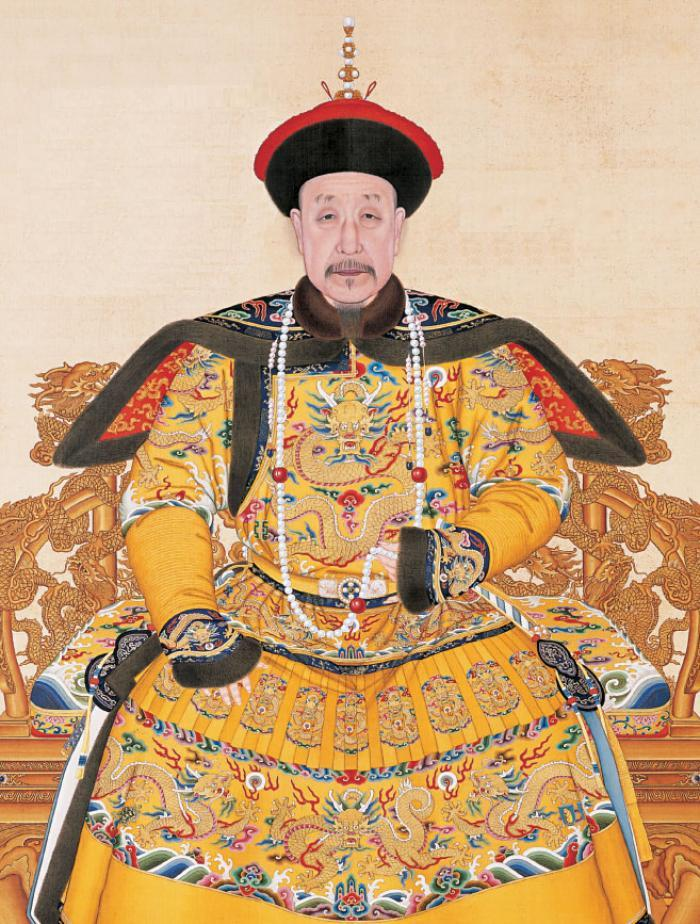
派兵征安南的清朝乾隆帝

1788年（阮惠光中元年），以黎昭統帝為首的黎氏遺族，向中國清朝要求出兵援助。乾隆帝便派孫士毅率兵進入安南，聲稱這次出兵的目的是「興滅繼絕，滅阮扶黎，原非利其土地」，率軍南下，進攻安南。西山軍的將領潘啟德投降，阮文艷則逃往京北（今北寧省），與京北留守阮文和並力守城。清軍很順利地進軍至昇龍附近，吳文楚以黎維𬓑的名義，派阮衙等人前往孫士毅軍營中求和，請求清軍退兵。但行至京北遭到清軍的阻攔。吳文楚接受了吳時任的建議，率軍撤離昇龍，來到三疊山（位於寧平省和清化省交界處）據守。西山朝的水道統領鄧文真則率水軍浮海守汴山（位於清化省），與吳文楚相呼應。吳文楚派遣阮文雪前往富春告急。
阮惠聞訊後，決定出兵北上抗清。部下們紛紛建議他登基以正位號。同年農曆十一月二十五日，阮惠在御屏山登基稱帝，改年號為「光中」。阮惠稱帝的目的，是要在出兵抗清前，首先維繫人心。阮惠率軍來到自己的祖籍地乂安，積極備戰，選出士兵十萬，戰象百餘後，便進行休整，以準備迎敵。
清軍進入昇龍後，擁立黎昭統帝復位，並在附近的河洄及玉洄兩地駐紮重兵。阮惠派人前往昇龍，向清朝卑辭謝罪。孫士毅上當，不以為備。阮惠則宣佈西山軍提早過春節，並與西山軍將士相約在昇龍度過開春日（正月初七）。西山軍士氣高昂，行軍極為迅速。 

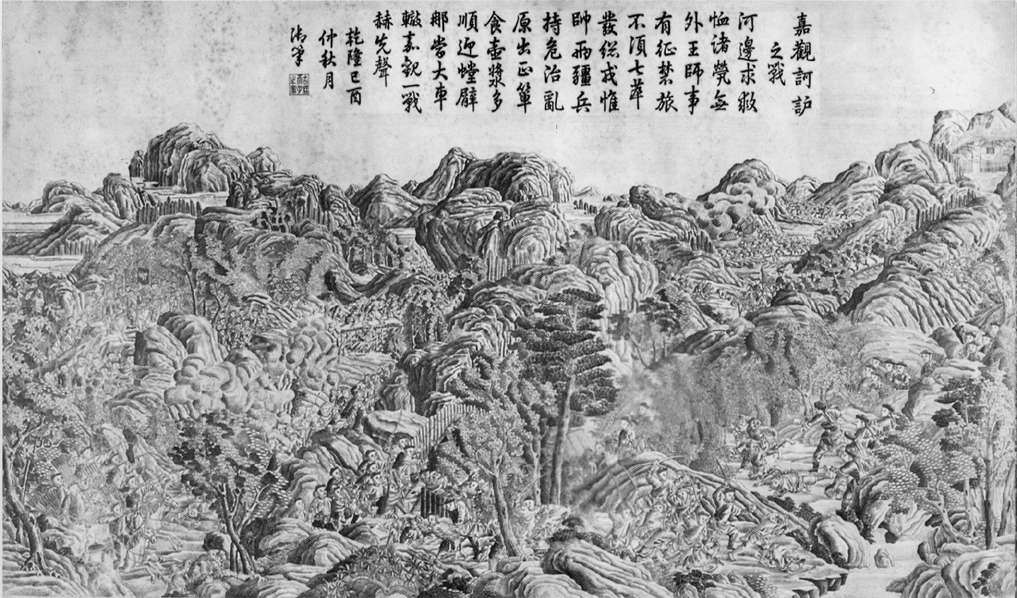
清越戰爭

阮惠出兵步步進迫後，到達澗水（今寧平省與河南省交界）時，擊潰後黎朝山南鎮守黃馮義率領的一支軍隊，並全數生擒了清軍的斥候，無人能夠逃脫報信，使清軍對於阮惠進兵的軍情懵然不知。1789年 （阮惠光中二年）農曆正月初三，阮惠軍秘密包圍河洄軍營，並用喇叭喊聲勸降。該營清軍全無迎戰準備，唯有全數投降。初五日，阮惠軍進軍玉洄軍營，遭到清軍以炮火迎擊。阮惠命令軍士用木板三塊緊拼在一起，外面裹以濕稻杆，然後由每二十人一組的敢死部隊各扛一塊，每人腰插尖刀，並有二十人手持武器緊隨其後，阮惠自己則騎乘戰象督師。這場戰役，清人王之春在其所撰的《清朝柔遠記》裡亦記述：「（阮惠軍）皆以象載大礮，官軍（清軍）倉卒禦敵，衆寡不敵，遂潰。」阮惠軍最終都衝陷玉洄軍營，擊潰清軍。孫士毅正在昇龍大宴諸將，歡度春節；得悉戰敗後，倉皇逃走，其隨身的印信全被西山軍繳獲。許世亨、張朝龍等斷後，皆陣亡。阮惠入據昇龍，黎昭統帝則流亡中國，標誌著後黎朝的正式滅亡。
※關於兩軍參戰和傷亡數字，中越雙方史料記載存在很大出入。據《大南正編列傳初集·偽西列傳》記載清軍出兵人數為二十萬，陣亡數萬；西山軍出兵十萬，但郤沒有提到阮惠軍的敢死部隊在作戰中究竟有多少折損。由越南史家陳仲金所寫的《越南史略》及越南社會科學委員會的《越南歷史》裡，也只提及清軍死傷甚多，沒有提到西山軍的傷亡人數。但《清史稿·越南傳》中各路清軍的總人數為一萬八千名士兵以及其他一些隨軍的民夫，孫士毅逃回境內的時候落水溺死的官兵和民夫總數有萬餘名。而據中國學者郭振鐸、張笑梅的考證，清軍大約有兩萬左右。清軍在征安南的戰事裡，死亡人數有七千多人，被俘獲而得到遣返中國的有七百多人。

### 接受清朝冊封

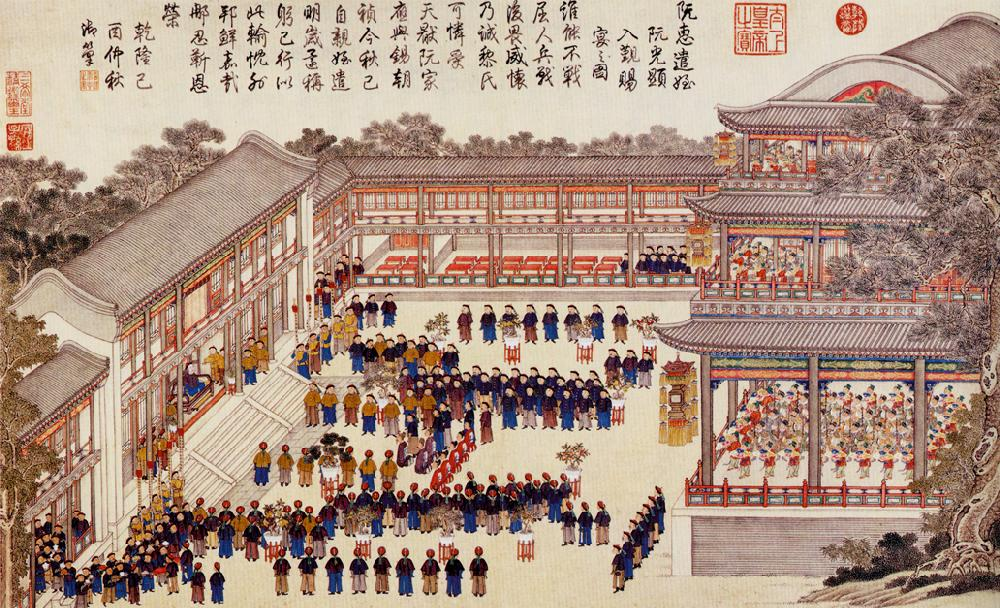
阮惠遣阮光显向清朝请和

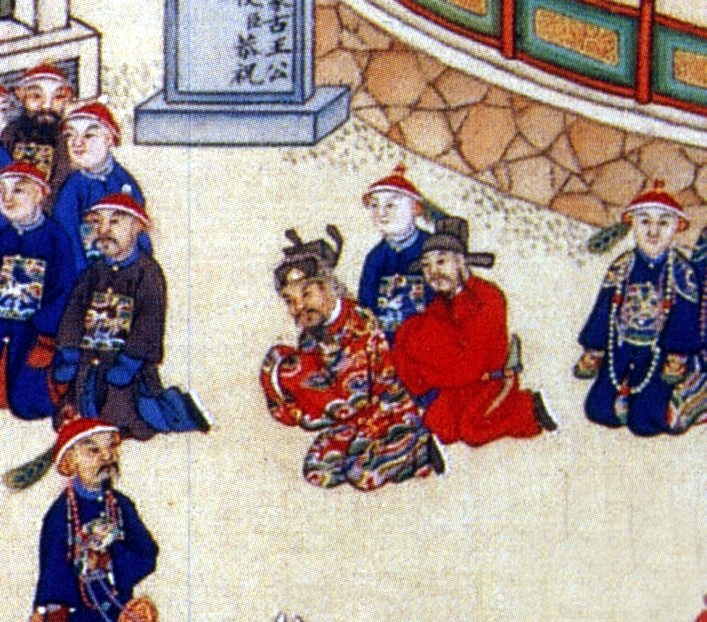
乾隆八旬萬壽慶典圖之安南國王

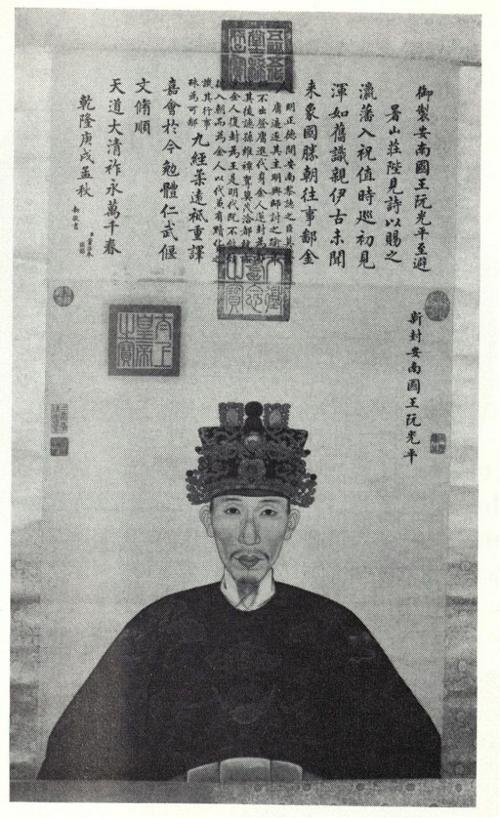
中南海紫光閣舊藏「新封安南國王阮光平像圖」。據中越文獻記載推斷，此人當係阮惠的替身；但部份學者認為就是阮惠本人。

阮惠雖然獲得大勝，但對清帝國的顧慮亦加深；而另一方面，西山朝與暹羅關係惡劣，阮惠擔心西山朝受到清朝、暹羅這兩大強鄰的腹背夾擊，因此阮惠有意講和。而在清朝方面，乾隆帝接到孫士毅的敗訊後，便徵孫士毅回京定罪，派福康安代替其職位。福康安聽聞安南軍隊氣勢強大，在廣西按兵不動，欲停止干戈。福康安指使左江兵備道湯雄業派人給阮惠送信，聲稱「黎維祈棄國而逃，天朝斷不復以安南畀之」，暗示阮惠可以向清朝求和。阮惠于是派遣嘑虎侯出使清朝求和，聲稱西山朝完全沒有與清朝作對的意思，把戰爭責任全部推在孫士毅的身上；又收留清軍的俘虜，將其遣送歸國；同時阮惠賄賂福康安，要求他協助自己向清帝議和。
阮惠把吳文楚留在北河，要求吳文楚與清朝議和，並給予吳文楚、潘輝益「便宜處置，是無關緊不必稟報」的權力。阮惠改名阮光平，派遺兄子阮光顯、陪臣武輝瑨等人出使清朝，向清朝進獻方物，並上表求封。在謁見乾隆帝的時候，阮光顯聲稱阮惠將親自來到京師覲見。乾隆帝認為安南國王親自前來朝見有史以來尚屬首次，因此大喜，當即冊封阮惠為安南國王，又派遣廣西候補成林前往安南，約阮惠次年入朝覲見。而對於失去政權的黎昭統帝，乾隆帝認為上天已經把他拋棄，因此不再給予他支持，下令將他與後黎朝遺臣一起遷到京師居住。
成林來到鎮南關（今中越邊境友誼關）的時候，阮惠邀請他來富春遊玩，企圖借此機會拖延時間，但被成林拒絕。阮惠於是一直推稱自己生病，不欲前往覲見。福康安一再催促，阮惠只得要求讓兒子阮光垂代替自己前去覲見，但不被允許。不得已之下，阮惠最終選出與自己相貌相似的人冒充自己，並以吳文楚、鄧文真、潘輝益、武輝瑨、武名標、阮進祿、杜文功為陪臣，除照例須攜帶的貢品之外，還向清朝進獻雄象兩匹。兩廣總督福康安、廣西巡撫孫永清陪他們抵達京師。乾隆帝對這個親自前來朝貢的「安南國王」的身份信以為真，下令在上京的路上給予安南使團極為隆重的待遇，沿途驛站皆苦之。到達京師之後，乾隆帝召至熱河行宮相見，行抱膝禮，並賜宴與諸親王同席；臨行前，乾隆帝又命畫師繪畫其像以贈之，表示對他的厚待之情。事實上，清朝各地的官員都知道這個所謂的阮惠是假的，但由於乾隆帝好大喜功，沒有一個官員敢戳穿這個謊言。
據《越南輯略》、《清史稿》、《大南實錄》、《皇黎一統志》等中越文獻記載，此次前往清朝的所謂「安南國王」是阮惠的替身，不過，關於這個替身的身份，各文獻記載不一：徐延旭的《越南辑略》记载是其“弟”；《大南正編列傳初集》的「偽西列傳」則記載使者是阮惠的外甥范公治；陈仲金则表示范公治是阮惠部下。不過，《清高宗實錄》及中國第一歷史檔案館藏《乾隆朝上諭檔》中並沒有提到這位「安南國王」是阮惠的替身。「假冒說」長期被中越學者普遍接受；然而現代有部份學者提出新的觀點，認為這位「安南國王」就是阮惠本人。
在接受清朝冊封之後，阮惠完全鞏固了自己的統治，冊立黎氏玉昕為北宮皇后，嫡長子阮光纘為皇太子。阮惠於乂安的麒麟山下修築鳳凰中都，計劃未來以之為都城。又重新制定了行政區劃和官制；以次子阮光垂為康公，領北邊節制水步諸軍；三子阮光盤為宣公，領清化督鎮總理軍民事。

## 對外擴張的野心

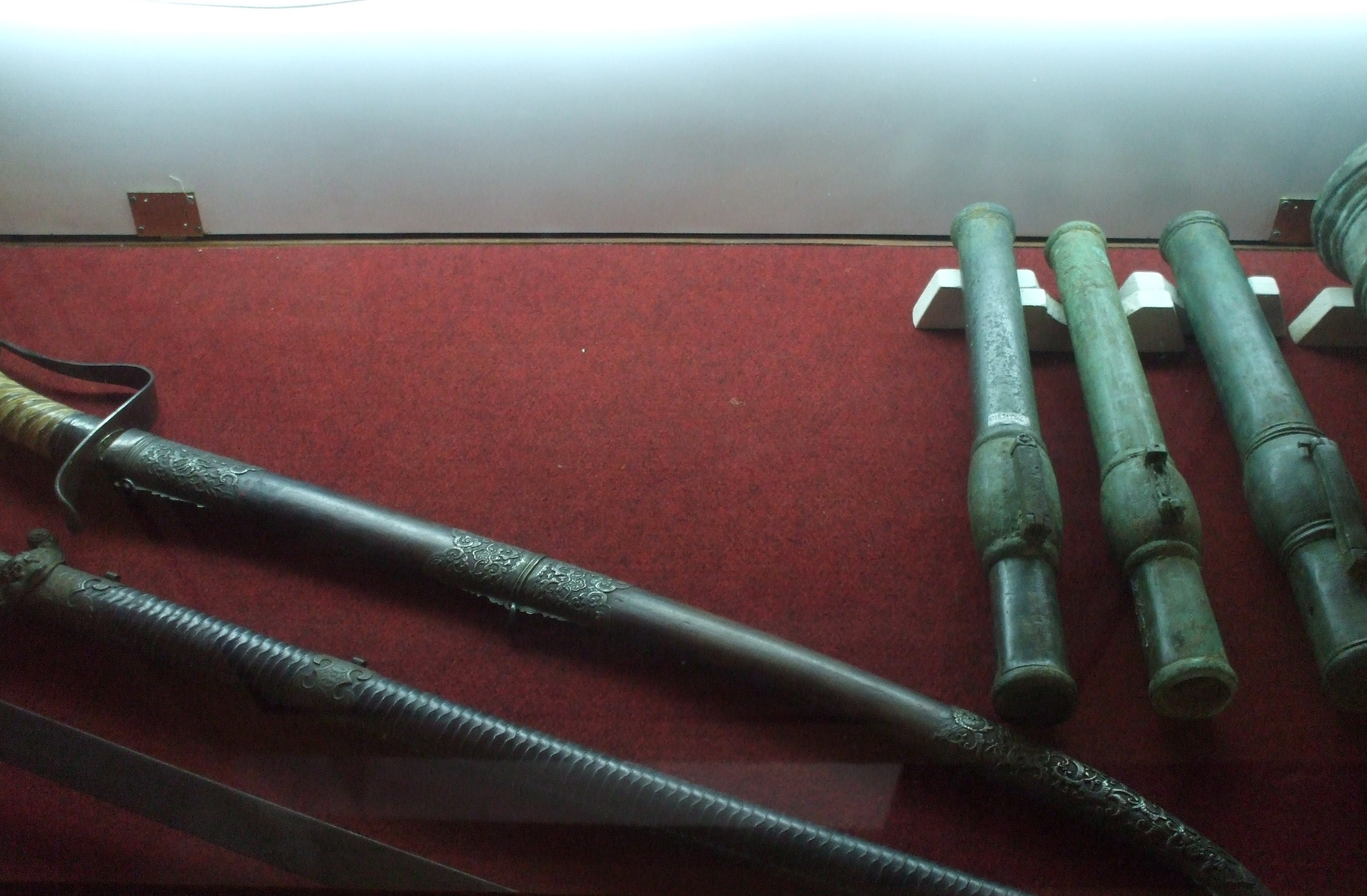
西山軍使用的武器

阮惠希望將越南變成東南亞的一大強國。早在清越戰爭的時候，黎昭統帝的弟弟黎維祗欲逃往鎮南關，被西山軍阻止。黎維祗遂投奔宣光、高平一帶的土酋儂福縉、黃文桐，舉起反對西山朝的大旗。黎維祗聯合永珍王國共抗西山朝，鎮寧府（今寮國川壙省）鄭皐歸合等地的酋長舉兵響應，威脅乂安府。阮惠派遣陳光耀為大都督、阮文琬（一說為黎文忠）為都督，率精兵五千自乂安出發，前去平定鎮寧府的叛亂。西山軍攻破鎮寧，擒酋長昭矯、昭難，滅亡鄭皐、歸合部落。隨後西山軍入侵永珍。永珍國王南塔森棄城逃跑，西山軍一直追擊到暹羅邊境一帶，俘獲大量財寶、大象、馬匹而歸。西山軍清剿後黎朝的殘餘勢力，黎維祗、儂福縉、黃文桐皆被擒殺。阮惠派武永珹、陳玉視獻捷於清廷，名義上是對清朝恭順，事實上是向清朝誇耀西山朝的國威。
而據《大南正編列傳初集·卷三十·偽西列傳》的記載，阮惠也曾有意入侵清朝。早在後黎朝末期，安南就與清朝廣西轄下的土司存在著邊界糾紛。安南方面聲稱廣西的土司侵佔了原本屬於安南領土的興化鎮六州和宣光鎮三崗，並多次要求清朝歸還這塊土地，皆遭拒絕。為此，阮惠向兩廣總督福康安遞交外交文書，要求「申明故疆」。福康安認為兩國疆界早已確立，因此拒絕了阮惠的要求。阮惠因此甚為不平，積極備戰，準備使用武力手段侵略兩廣之地。
雖然阮惠有侵略清朝的念頭，但他認為此時西山朝的軍事實力仍不足以與清朝抗衡，因此積極備戰。阮惠對活躍於廣西、四川一帶的天地會、白蓮教等反清復明組織加以資助，甚至任命這些組織的首領為將領。他還收容並贊助來自中國沿海的「烏艚海匪」，讓他們在越南沿海一帶設立據點，並命之騷擾中國的廣東、福建、浙江一帶沿海。對於華南海盜的主要首領，阮惠也都封以官職，例如陳添保被封為保德侯，梁貴興受封為合德侯，譚阿招受封為平波王，莫官扶、鄭七、樊文才、梁文庚等也分別被委以將軍、千總、指揮等之職。阮惠也為他們提供官方的戰船，這些戰船比海盜船隻更為高大而耐用。在西山朝支持下，華南海盜從小股勢力一躍而成為有組織的數千人海盜集團，他們以越南為中心騷擾中國沿海一帶，有時候甚至圍攻炮臺、殺死官軍。由於清廷將防備重心放在了鎮壓和防備內陸的反清起義上，沿海守軍薄弱，官軍不能制。清朝邊境的地方官員明知這些人的後臺是西山朝，但畏於西山朝的強大，不敢對此加以詰責。
1792年，阮惠派遣阮招遠出使清朝，向清朝求請和親，並更加露骨地要求清朝以兩廣之地為禮物割讓給西山朝。阮惠明知此要求定會遭致清廷的斷然拒絕，但仍然派遣使者，其目的是為了製造事端，以構成攻打清朝的借口，「恢復」歷史上曾被「趙朝」統治的「北方故疆」。另一方面，阮惠早已做好了入侵清朝的準備。根據美國學者穆黛安（Dian H. Murray）的考證，阮惠有侵略清朝的兩廣地區甚至整個華南地區的企圖，他積極建造兵船，糾集了國中精銳的大象兵團，計劃渡海入侵廣州。就當一切準備就緒的時候，阮惠突然身患頑疾，被迫打消了侵清念頭。阮招遠一行未至京師就被召回安南。而其求婚請地的之事也被兩廣的地方官員隱瞞，因此清廷對此事一無所知。

## 阮惠的政治措施

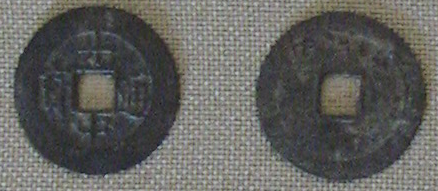
阮惠在位期間發行的「光中通寶」

- 地方行政：阮惠把都城設在他的祖籍地乂安，於乂安的麒麟山下修築新的都城，稱之為「鳳凰中都」，改稱昇龍為「北城」。另外，主要的地方建置，還有在每鎮設鎮守和協鎮。每縣中設有掌管訴訟的「分知」及掌管兵糧的「分率」等官職。[60]

- 官制：阮惠建立起官僚系統，設三公、三少、大冢宰、大司徒、大司寇、大司馬、大司空等職。[61]

- 農業：1789年（阮惠光中二年）起，阮惠發佈「勸農詔」，鼓勵人民「復流移，墾荒閑」，讓他們回到本鄉耕作，並且修訂均田制度，務求令農民分得足夠的口分田。[62]

- 徵稅：男丁按年齡分為三種徵收賦稅的對象，稱為「項」，2歲至17歲未及格項，18至55歲為壯項，56至60歲為老項，61歲以上為老饒項。另外，在田稅方面，不論是政府授或私有田地，也要按等按等級交納粟糧。[61]

- 學術：在位期間阮惠推廣字喃，他試圖讓字喃逐步取代漢字，成為未來越南的官方文字。其在位期間字喃在公文中經常使用。阮惠甚至在科舉中命考官出字喃試題。但由於當時讀書人都是學習漢字的四書五經長大的，這項政策侵犯了讀書人的利益，因此許多書生對西山朝甚為不滿。[61]

- 宗教：阮惠在每府每縣修建佛教寺廟，選用有才德兼備的僧侶作住持，若不稱職，便迫令還俗。[61]

- 身份證明制度：阮惠下令各地重造丁冊，人人都須編入簿籍，然後每人發一副刻有「天下大信」的牌，上面記有姓名，貫址，並押手指印為記，稱為「信牌」，任何人都須攜帶，無牌的就被視為「漏民」，要予以懲罰。但當時官吏經常圍捕平民查問信牌，致使民間受到甚大騷擾。[57][註 31]

- 兵制：據陳仲金所說，阮惠由於要北攻中國，因而要選拔士兵。根據丁冊，每三丁抽一人為兵，是為其主要兵源。軍隊分為「道」、「奇」、「隊」三級，道管各奇，奇管各隊，並經常實行演習。[57]另外，在各地軍隊中又設有「前軍」、「後軍」、「中軍」、「左軍」、「右軍」的編制。[61]但是由於阮惠在軍事上開支過大，導致了西山朝背負了沉重的財政負擔。阮惠不得不支持華南海盜騷擾中國沿岸，幫助他們在越南販賣掠奪的商品來賺取中介費，以緩和財政危機。[63]

※不論是越南學者陳仲金的《越南史略》、越南社會科學委員會的《越南歷史》，抑或中國學者郭振鐸、張笑梅的《越南通史》，都只列出了阮惠的政策及措施，但郤均沒有提到歸仁朝廷的阮岳有甚麼具體施政。

## 逝世
1787年（阮岳泰德十年），西山朝的「隱患」阮福映跟法國簽訂了《越法凡爾賽條約》，正式跟法國結盟，共抗西山。雖然法國沒有派兵支援，但法國傳教士百多祿利用自己的關係，招募了大量法國士兵，購買了法國先進戰船和武器。對此，阮惠曾於1792年（阮惠光中五年）8月27日（農曆七月十日）發出檄文，宣佈要殲滅阮福映。但在9月16日（農曆九月二十九日），阮惠去世，壽40歲。
《大南實錄·大南正編列傳初集》中的「偽西列傳」記載，阮惠在攻佔富春的時候，曾大肆發掘廣南阮主的祖墳，後來阮惠死前不久一天晚上忽然眩暈，見一位穿著白衣的白頭翁自空中來，持鐵棒罵道：「爾之祖父，生居王土，世爲王民，爾安敢犯至陵寢。」以鐵棒擊其額頭，阮惠昏倒，過了很久才醒過來，自此病情轉劇，現代越南學者認為阮惠患上中風而病危。阮惠召乂安鎮守陳光耀來到富春，商議將都城遷到鳳凰中都。但得知阮福映的軍隊攻破平順、平康、延慶等地的時候，阮惠的病情加重。太子阮光纘年方10歲，而在外又有死敵阮福映的威脅，因此阮惠對西山朝的未來甚為擔憂。阮惠在臨終前要求陳光耀等大臣協力輔佐嗣皇，大臣們都拜泣受命，「刑白馬盟誓」。
年方10歲的太子阮光纘繼位，給阮惠上廟號太祖（越南语：／）、諡號武皇帝（越南语：／）。根據《大南正編列傳初集·偽西列傳》記載，阮惠在臨終前命令務必在一個月內建成陵墓，並且要求薄葬。其陵墓位於香江之南，稱丹陽陵（越南语：／）。但阮光纘派遣阮文寀、吳時任、阮曰直前往清朝報喪，聲稱西山朝遵照阮惠的遺命，將其屍體葬於北城的西湖之側，因為這片土地「近依天闕」。乾隆帝信之，賜諡忠純，親自為阮惠撰寫墓誌銘和祭文，並派廣西按察使成林出使安南弔唁。阮光纘則在苓塘（地屬今河內市青池縣）一帶建立阮惠的衣冠冢，接受清朝的弔唁。
阮惠死後，西山朝旋即陷入內訌之中，勢力大大削弱。到1802年（阮朝嘉隆元年），阮光纘最終被阮福映所滅，西山朝亦至此告終。阮光纘及宗室、臣下都被押解到順化處死。由於阮惠曾先後四次攻打嘉定，使得阮福映被迫逃亡，且又曾大肆挖掘歷代阮主陵墓，因此阮福映對阮惠恨之入骨。阮福映即位後，聲稱「朕聞為九世而復讎」，下令將阮惠與阮岳發塚戮屍，搗棄其骸骨；並將阮岳、阮惠的頭骨和阮惠夫妇的木主處以“幽禁外图家”的处罚。明命二年（1821年），改为「永禁監獄室」。

## 家族
| \| \| \| \| \| \| \| \| \| \| \| \| \| \| \| \| \| \| \| \| 祖父：胡世炎 \| \| \| \| \| \| \| \| \| \| \| \| \| \| \| \| \| \| \| \| \| \| \| \| \| \| \| \| \| \| \| \| \| \| \| \| \| \| \| \| \| \| \| \| \| \| \| \| \| \| \| \| \| \| 父：胡丕福 \| \| \| \| \| \| \| \| \| \| \| \| \| \| \| \| \| \| \| \| \| \| \| \| \| \| \| \| \| \| \| \| \| \| \| \| \| \| \| \| \| \| \| \| \| \| \| \| \| \| \| \| \| \| 祖母：不詳 \| \| \| \| \| \| \| \| \| \| \| \| \| \| \| \| \| \| \| \| \| \| \| \| \| \| \| \| \| \| \| \| \| \| \| \| \| \| \| \| \| \| \| \| \| \| \| \| \| \| \| \| \| \| 太祖武皇帝阮光平 \| \| \| \| \| \| \| \| \| \| \| \| \| \| \| \| \| \| \| \| \| \| \| \| \| \| \| \| \| \| \| \| \| \| \| \| \| \| \| \| \| \| \| \| \| \| \| \| \| \| \| \| \| \| 外祖父：不詳 \| \| \| \| \| \| \| \| \| \| \| \| \| \| \| \| \| \| \| \| \| \| \| \| \| \| \| \| \| \| \| \| \| \| \| \| \| \| \| \| \| \| \| \| \| \| \| \| \| \| \| \| \| \| 母：阮氏 \| \| \| \| \| \| \| \| \| \| \| \| \| \| \| \| \| \| \| \| \| \| \| \| \| \| \| \| \| \| \| \| \| \| \| \| \| \| \| \| \| \| \| \| \| \| \| \| \| \| \| \| \| \| 外祖母：不詳 \| \| \| \| \| \| \| \| \| \| \| \| \| \| \| \| \| \| \| \| \| \| \| \| \| \| \| \| \| \| \| \| \| \| \| \| \| \| \| \| \| \| \| \| \| \| \| \| \| \| \| \| |                  |  |  |  |  |  |  |  |  |  |  |  |  |  |  |  |
| |                  |  |  |  |  |  |  |  |  |  |  |  |  |  |  |  |
| | 祖父：胡世炎     |  |  |  |  |  |  |  |  |  |  |  |  |  |  |  |
| |                  |  |  |  |  |  |  |  |  |  |  |  |  |  |  |  |
| |                  |  |  |  |  |  |  |  |  |  |  |  |  |  |  |  |
| | 父：胡丕福       |  |  |  |  |  |  |  |  |  |  |  |  |  |  |  |
| |                  |  |  |  |  |  |  |  |  |  |  |  |  |  |  |  |
| |                  |  |  |  |  |  |  |  |  |  |  |  |  |  |  |  |
| | 祖母：不詳       |  |  |  |  |  |  |  |  |  |  |  |  |  |  |  |
| |                  |  |  |  |  |  |  |  |  |  |  |  |  |  |  |  |
| |                  |  |  |  |  |  |  |  |  |  |  |  |  |  |  |  |
| | 太祖武皇帝阮光平 |  |  |  |  |  |  |  |  |  |  |  |  |  |  |  |
| |                  |  |  |  |  |  |  |  |  |  |  |  |  |  |  |  |
| |                  |  |  |  |  |  |  |  |  |  |  |  |  |  |  |  |
| | 外祖父：不詳     |  |  |  |  |  |  |  |  |  |  |  |  |  |  |  |
| |                  |  |  |  |  |  |  |  |  |  |  |  |  |  |  |  |
| |                  |  |  |  |  |  |  |  |  |  |  |  |  |  |  |  |
| | 母：阮氏         |  |  |  |  |  |  |  |  |  |  |  |  |  |  |  |
| |                  |  |  |  |  |  |  |  |  |  |  |  |  |  |  |  |
| |                  |  |  |  |  |  |  |  |  |  |  |  |  |  |  |  |
| | 外祖母：不詳     |  |  |  |  |  |  |  |  |  |  |  |  |  |  |  |
| |                  |  |  |  |  |  |  |  |  |  |  |  |  |  |  |  |
| |                  |  |  |  |  |  |  |  |  |  |  |  |  |  |  |  |

### 兄弟姐妹
根據現有的史料可知，阮惠為胡丕福的幼子，其排行之上有三位哥哥、一位姐姐。
| 尊號/封號 | 姓名                    | 生卒年         | 生平                         |
| --------- | ----------------------- | -------------- | ---------------------------- |
|           | 阮光華                  | 早歿           |                              |
|           | 公主阮氏                |                |                              |
| 中央皇帝  | 阮岳 （阮文岳、阮光岳） | ？－1793年     | 西山朝第一位皇帝，又稱泰德帝 |
| 東定王    | 阮侶 （阮文呂、阮光泰） | 1754年－1787年 | 封地在嘉定城                 |

### 後宮
載於史冊的阮惠妻妾共有如下六人：
| 封號 | 諡號                   | 姓名   | 生卒年               | 生平       |
| ---- | ---------------------- | ------ | -------------------- | ---------- |
| 皇正 | 仁恭端靜貞淑柔純武皇正后 | 氏蓮   | 1759年—1791年3月29日 | 阮惠的正室 |
| 皇正 |                        | 裴氏雁 | ？—1802年            | 阮惠的繼室 |
| 皇后 | 柔懿莊慎貞一武皇后     | 黎玉昕 | 1770年－1799年       | 黎顯宗女。 |
| 妃   |                        | 陳氏饋 |                      |            |
| 妃   |                        | 阮氏璧 |                      |            |
| 妃   |                        | 黎氏   |                      |            |

### 子女
| 封號 | 姓名     | 生卒年         | 生母         | 生平                           |
| ---- | -------- | -------------- | ------------ | ------------------------------ |
| 皇子 |          |                |              |                                |
|      | 阮光纘   | 1783年－1802年 | 氏蓮或裴氏雁 | 皇太子，後繼位，史稱景盛帝     |
| 宣公 | 阮光盤   | ？—1802年      | 氏蓮         | 镇守清化，领清化督镇总理军民事 |
|      | 阮光紹   | ？—1802年      | 氏蓮或裴氏雁 | 官拜太宰                       |
|      | 阮光卿   | ？—1802年      | 裴氏雁       | 官拜元帥                       |
|      | 阮光德   |                | 黎氏玉昕     |                                |
| 康公 | 阮光垂   | ？—1802年      | 氏蓮         | 领北河节制水步诸军             |
|      | 阮光綱   |                |              |                                |
|      | 阮光緒   |                |              |                                |
|      | 阮光綻   |                |              |                                |
|      | 阮光維   | ？—1802年      |              |                                |
| 皇女 |          |                |              |                                |
|      | 阮氏     |                | 氏蓮或裴氏雁 |                                |
|      | 阮氏     |                | 氏蓮或裴氏雁 |                                |
|      | 阮氏玉寶 |                | 黎氏玉昕     |                                |
|      | 阮氏     |                | 黎妃         |                                |
|      | 阮氏     |                | 阮氏璧       |                                |
|      | 阮氏     |                |              | 嫁                             |
|      | 阮氏     |                |              |                                |
|      | 阮氏     |                |              |                                |
|      | 阮氏     |                |              |                                |
|      | 阮氏     |                |              |                                |
|      | 阮氏     |                |              |                                |

## 評價
- 阮惠在阮朝時期一直被當作叛逆，其統治的西山朝被稱為「偽朝」，不被朝廷正史所承認。直到陳仲金撰寫《越南史略》時，才開始出現對阮惠較為客觀的評價。
- 越南阮朝歷史學家陳仲金認為，西山朝的阮惠既然是阮朝的死敵，在處理他在越南政治史裡的正偽問題時，陳仲金抱著務實客觀的看法，認為他有能力結束鄭阮紛爭的亂局，抵抗過中國清朝的進犯，並又獲得了清朝皇帝依例冊封為安南國王，因而是堪與丁先皇、黎太祖相媲美的人物，亦令西山朝也像丁、黎各朝一樣是正統王朝。在提到他的品行時，陳仲金又盛讚其文武兼備：「西山阮朝光中皇帝是一位英勇的君主，以武力建立帝業。但他頗有肚量，善於治國，深知重視文學賢才。」[76]
- 越南社會科學委員會：1970年代越共的學術機關越南社會科學委員會，亦一面倒地盛讚阮惠是越南的民族英雄：「光中是一個聰明而堅毅的人，他無限忠誠於人民和民族，在敵人和艱難危險面前他從不退縮。他不但是一位戰無不勝的、屢建奇功的天才的軍事家，而且還在政治、經濟、文化、外交各個領域中也顯示了他的卓越的才能。」[77]
- 中國學者戴可來認為，阮惠率領西山軍反抗清朝對越南農民起義的干涉「無疑是正義的」。但是阮惠成為皇帝之後，「不僅開始侵略擴張，而且還壓迫人民」，儼然已經「蛻變為新的封建統治者」。戴可來認為陳仲金對阮惠的評價較為客觀，並且批評越南社會科學委員會，稱其一味頌揚其抗清事蹟，刻意迴避其侵略擴張和壓迫人民的事實，不是嚴肅的治史態度。[註 33]
- 中國學者郭振鐸、張笑梅指出，阮惠在短短五年的在位時間裡，作出了不少善政，「實行了有利於鞏固政權、提高生產促進社會進步的政策和改善人民生活的措施。」[78]但同時亦指出，阮惠需要對西山朝的覆亡負上一定的責任，由於阮氏三兄弟始終未能兌現「分配財產歸農民所有和打富濟貧的口號」，加上兄弟相殘，阮惠竟不顧及兄弟之情而南下攻打阮岳，因而導致西山朝自身元氣大傷。[79]

## 紀念
- 阮岳、阮侶、阮惠三兄弟，被越南人並稱為「西山三傑」。
- 1960年代，南越的越南國家銀行發行印有阮惠肖像及出征圖畫的200元越南盾鈔票，以作紀念。[80]
- 越南人對阮惠甚為尊崇，阮惠的雕像遍佈越南全國。越南各地都有以阮惠命名的街道。

### 引用
1. ↑  《東南亞歷史詞典·「阮文惠」條》，183－184頁。
2. 1 2  Tạ Chí Đại Trường (1973), Lịch Sử Nội Chiến Việt Nam 1771- 1802, Sài Gòn: Nhà xuất bản Văn Sử Học, tr. 49
3. 1 2  陳仲金《越南史略》，254頁。
4. 1 2 3 4  郭振鐸、張笑梅《越南通史》，512-513頁。
5. ↑  楚狂，《西山外史》
6. ↑  郭振鐸、張笑梅《越南通史》，512頁。
7. ↑  《大南實錄》正編列傳初集·卷三十 偽西列傳·阮文岳傳
8. 1 2 3 4 5 6 7 8 9 10 11 12 13 14 15 16 17 18  《大南正編列傳初集·卷三十·偽西列傳》
9. ↑  陳仲金《越南史略》，255-256頁。
10. 1 2  郭振鐸、張笑梅《越南通史》，514頁。
11. ↑  陳仲金《越南史略》，256-257頁。
12. ↑  陳仲金《越南史略》，257-258頁。
13. 1 2 3  陳仲金《越南史略》，258頁。
14. ↑  武世營《河仙鎮葉鎮鄚氏家譜》，收錄於《嶺南摭怪等史料三種》，238-239頁。
15. ↑  戴可來《<嘉定通志>、<鄚氏家譜>中所見17~19世紀初葉的南圻華僑史迹》，附錄於《嶺南摭怪等史料三種》，320-321頁。
16. ↑  鄭懷德《嘉定城通志·疆域志·河仙鎮》，收錄於《嶺南摭怪等史料三種》，161頁。
17. ↑  《大南正編列傳初集·卷七·阮黃德傳》
18. ↑  陳仲金《越南史略》，259頁。
19. ↑  เจ้าพระยาทิพากรวงศ์ (ขำ บุนนาค). . .   [2019-01-04]. （原始内容存档于2019-06-02）.
20. 1 2  Thai Titles and Ranks, Data Paper No. 81
21. 1 2  Nguyễn Duy Chính, p.61
22. ↑  潘輝黎，177頁
23. ↑  เจ้าพระยาทิพากรวงศ์ (ขำ บุนนาค). . .   [2019-01-04]. （原始内容存档于2019-06-12）.
24. ↑  So Sethaputra, p.3
25. ↑  越南社會科學委員會《越南歷史》，403頁。
26. ↑  陳仲金《越南史略》，260-261頁。
27. 1 2  陳仲金《越南史略》，262-264頁。
28. ↑  原文出自《大南實錄·大南正編列傳初集·卷三十·偽西列傳》及《欽定越史通鑑綱目·正編卷四十六》的丙午黎顯宗景興四十七年條，轉引自陳仲金《越南史略》正文，264頁，以及戴可來注文。
29. ↑  陳仲金《越南史略》中譯本，戴可來譯，224頁
30. 1 2 3  陳仲金《越南史略》，265頁。
31. ↑  越南社會科學委員會《越南歷史》，406頁。
32. ↑  陳仲金《越南史略》，266-267頁。
33. 1 2  陳仲金《越南史略》，268-270頁。
34. ↑  郭振鐸、張笑梅《越南通史》，516-517頁。
35. ↑  郭振鐸、張笑梅《越南通史》，522頁。
36. ↑  郭振鐸、張笑梅《越南通史》，518-525頁
37. ↑  《越南史略》中譯本，戴可來譯，參見272頁腳註1。
38. 1 2  陳仲金，《越南史略》，272~276頁。
39. 1 2  越南社會科學委員會《越南歷史》，410~425頁
40. ↑  明錚，《越南史略》，245頁
41. 1 2  《大越史記全書》，1209~1211頁
42. ↑  陳仲金《越南史略》，273-274頁。
43. 1 2  王之春《清朝柔遠記》卷五，136頁。
44. ↑  陳仲金《越南史略》，274-275頁。
45. ↑  越南社會科學委員會《越南歷史》，420-422頁。
46. 1 2 3 4 5 6  《清史稿·越南傳》
47. ↑  郭振鐸、張笑梅《越南通史》，523-525頁。
48. ↑  郭振鐸、張笑梅《越南通史》，525-526頁。
49. ↑  .   [2018-01-02]. （原始内容存档于2018-01-03）.
50. 1 2 3  《皇黎一統志》，第十五回
51. 1 2  张明富. . 历史研究. 2010, (03). ISSN 0459-1909. （原始内容存档于2019-04-19）.
52. 1 2  . BBC news. 2018-01-08  [2019-04-19]. （原始内容存档于2019-04-19） （越南语）.
53. ↑  徐延旭《越南辑略》 光绪三年
54. ↑  陳仲金《越南史略》，276-277頁。
55. 1 2  《華南海盜 一七九〇—一八一〇》，55~57頁。
56. ↑  《華南海盜 一七九〇—一八一〇》，43~44頁。
57. 1 2 3  陳仲金《越南史略》，282頁。
58. ↑  原文出自《大南實錄·大南正編列傳初集·卷三十·偽西列傳》，轉引自陳仲金《越南史略》中的戴可來注文，283頁。
59. 1 2  吳家文派，《皇黎一統志》，第十六回
60. ↑  陳仲金《越南史略》，280-281頁。
61. 1 2 3 4 5  陳仲金《越南史略》，281頁。
62. ↑  越南社會科學委員會《越南歷史》，431頁。
63. ↑  《華南海盜 一七九〇—一八一〇》，第39~40頁
64. ↑  .   [2013-05-01]. （原始内容存档于2014-03-30）.農曆九月二十九日壬子。
65. ↑  《大南寔錄·正編列傳初集·僞西列傳》：“惠殘虐無道，其初據都城也，列聖諸尊陵皆犯之。一日晚坐，忽眩暈，見白頭翁自空中來，著白衣，持鐵棒罵曰：「爾之祖父，生居王土，世爲王民。爾安敢犯至陵寢。」以棒擊其顙。惠昏倒，良久乃醒，以語中書陳文紀。自此病轉劇”。
66. ↑  （越南文）Quang Trung Nguyễn Huệ (1752-1792) （页面存档备份，存于）
67. ↑  越南社會科學委員會《越南歷史》，433-437頁。
68. ↑  陳仲金《越南史略》，283頁。
69. ↑  （越南文）Cung điện Đan Dương thời Quang Trung （页面存档备份，存于）
70. ↑  《大南实录》正编卷十九
71. ↑  潘叔直《國史遺編》，20頁。
72. ↑  《大南实录》正编第一纪 卷十九 嘉隆元年十一月 大告武成条。
73. ↑  余富兆《越南古代女性文學》，《東南亞縱橫》1999年2月號，P.18-24
74. 1 2 3  陳仲金《越南史略》，299頁。
75. 1 2 3  郭振鐸、張笑梅《越南通史》，511-512頁。
76. ↑  陳仲金《越南史略》，280頁。
77. ↑  越南社會科學委員會《越南歷史》，438頁。
78. ↑  郭振鐸、張笑梅《越南通史》，527頁。
79. ↑  郭振鐸、張笑梅《越南通史》，530頁。
80. ↑  .   [2008-02-29]. （原始内容存档于2008-03-12）.